# Diogo (nome)
Diogo é um prenome português que possui uma longa trajetória etimológica, passando por várias culturas e línguas antes de se estabelecer como um nome comum em Portugal, Brasil e em outros países de língua portuguesa.

## Origem do Nome
O nome Diogo é uma adaptação portuguesa do nome espanhol Diego, que, por sua vez, tem uma conexão etimológica com o inglês James. A relação histórica entre esses nomes remonta ao latim Jacobus, que tem sua origem no hebraico Ya’aqobh (יעקב), traduzido como “aquele que segura pelo calcanhar”.
A origem bíblica está associada ao patriarca Jacó, figura central do Antigo Testamento, que, segundo o relato em Gênesis (25:26), nasceu segurando o calcanhar de seu irmão Esaú.
Outra possível origem do nome Diogo está no latim Didacus, que significa "aquele que ensina" ou "mestre". Esse significado pode ser associado a Diogo de Alcalá, um santo espanhol do século XV, conhecido por sua dedicação à caridade, ao cuidado dos doentes e à evangelização durante sua missão nas Ilhas Canárias e em outros conventos franciscanos.
Em sua homenagem, a cidade de San Diego, nos Estados Unidos, recebeu seu nome, destacando a influência e o reconhecimento de sua figura em diferentes partes do mundo.
Desde os primeiros documentos latino-portugueses escritos em Portugal, datados de 882, o nome é documentado nas formas Didaco, Didagu, Diaco e Diago, amplamente registradas na documentação da Idade Média.

## Evolução do Nome nas Línguas
1. Hebraico: Ya’aqobh – “aquele que segura pelo calcanhar.”[8]
2. Grego: Iakobos – Adaptação para o grego clássico.[9]
3. Latim: Iacobus e Jacomus – Formas usadas no latim tardio.[4]
4. Inglês: James – Forma adaptada ao inglês medieval.[10]
5. Espanhol: Diego – Variante espanhola do nome James.[11]
6. Português: Diogo – Forma adaptada do espanhol Diego.[12]

## Significado e Conexão Religiosa
O nome Diogo carrega um significado forte e simbólico relacionado à história de Jacó, um dos patriarcas da tradição judaico-cristã. Como adaptação de nomes bíblicos, ele reflete uma herança cultural e espiritual que perdura ao longo dos séculos.
Por meio da conexão com James, o nome também está ligado à tradição cristã, especialmente a Santiago Maior, um dos apóstolos de Cristo e patrono da Espanha.
A possível origem do nome em Didacus em latim, também associa Diogo ao ensino, à sabedoria e à transmissão do conhecimento, atributos que refletem a importância cultural e educacional do termo.